# Ivan Txeparínov
Ivan Txeparínov (nascut el 26 de novembre de 1986 a Assènovgrad, Bulgària), és un jugador d'escacs búlgar, que té el títol de Gran Mestre des de 2004. Ha estat tres cops Campió de Bulgària. Fins al 2007, fou el segon de Vesselín Topàlov. El 2018 va canviar de Federació i va passar a representar Geòrgia, tot i que posteriorment tornà a representar Bulgària.
A la llista d'Elo de la FIDE del desembre de 2021, hi tenia un Elo de 2664 punts, cosa que en feia el jugador número 2 (en actiu) de Bulgària, i el 75è millor jugador al rànquing mundial. El seu màxim Elo va ser de 2713 punts, a la llista de gener de 2008 (posició 21 al rànquing mundial).

## Resultats destacats en competició
Txeparínov va guanyar el Campionat de Bulgària juvenil l'any 2000, i ha estat tres cops Campió de Bulgària, els anys 2004 (el mateix any que va obtenir el títol de GM), 2005,«Historial del Campionat d'escacs de Bulgària» (en castellà).   ajedrezdeataque.com. [Consulta: 22 novembre 2011]. i 2012. El 2005 participà en el XV Torneig de Pamplona (Categoria XVI), on hi empatà als llocs 2n-3r amb Pentala Harikrishna (el campió fou Ruslan Ponomariov).
A finals de 2005, va participar en la Copa del món de 2005 a Khanti-Mansisk, un torneig classificatori per al cicle del Campionat del món de 2007, on tingué una bona actuació, eliminant Aleksei Fiódorov en primera ronda i Vasil Ivantxuk en segona, essent finalment eliminat en setzens de final per Magnus Carlsen.
L'octubre de 2006 va guanyar l'obert Essent a Hoogeveen. El gener de 2007 ja era el 69è millor jugador mundial, i el març de 2007, fou segon a l'Obert de Morelia (empatat a punts amb Vadim Milov), i l'abril de 2007 guanyà el torneig Sigeman & Co a Malmö amb la mateixa puntuació (per damunt de Jan Timman, Emanuel Berg, i Tiger Hillarp-Persson). Va empatar al primer lloc —amb sis altres jugadors— al Campionat d'Europa individual a Dresden 2007, però fou Vladislav Tkatxov qui va guanyar el desempat.
L'octubre de 2007 va guanyar la Copa d'Europa de clubs d'escacs, formant part del club Linex Magic de Mèrida,
A la llista d'Elo de la FIDE de gener de 2008, en Txeparínov va assolir per primer cop un ràting superior als 2700—una xifra que sovint és vista com la línia que separa els jugadors d'elite de la resta de Grans Mestres. El juny de 2010, va guanyar el "IV Masters Ruy Lopez" amb una performance de 2904. L'octubre de 2011 empatà als llocs 3r-15è a l'obert vinculat al 15è Circuit Cors.
El 2012, empatà als llocs 1r–3r amb Ivan Sokolov i Jonny Hector a la Politiken Cup a Copenhague, Dinamarca.
El 2014 fou segon al campionat de Bulgària, mig punt per sota del campió, Kiril Gueorguiev.
El 2021 participà a l'Obert d'Escacs de Sitges, celebrat entre el 13 i el 23 de desembre, i hi acabà amb 8.0/10 punts, però fou superat pel campió Nodirbek Abdusattorov en el desempat a ràpides.

### Participació en olimpíades d'escacs
Txeparínov ha participat, representant Bulgària, en set Olimpíades d'escacs entre els anys 2002 i 2014, amb un resultat de (+26 =28 –15), per un 58,0% de la puntuació. El seu millor resultat el va fer a l'Olimpíada del 2012 en puntuar 7½ de 10 (+5 =5 -0), amb el 75,0% de la puntuació, amb una performance de 2635.

## Segon de Topalov
Fins a 2007, fou més conegut pel fet de ser el segon del Campió del món Vesselín Topàlov. Segons el web de Topalov, Txeparínov fou responsable de moltes de les novetats d'obertura que en Topalov va jugar durant el seu Matx pel Campionat del món de 2006 contra Vladímir Kràmnik.

## L'incident de l'encaixada de mans
Durant el Torneig Corus de 2008, la partida de Txeparínov al Grup B de la vuitena ronda, contra Nigel Short fou declarada com a perduda després de la primera jugada, perquè va refusar dos cops d'encaixar les mans amb Short al començament. Després que Txeparínov refusés d'encaixar mans, en Short va informar-ne l'àrbitre, el qual en aquests casos i segons les regles, havia de decretar la immediata pèrdua de la partida (en Short va indicar que l'àrbitre no estava al cas d'aquesta norma i que la hi va haver de recordar). L'equip de Txeparínov va queixar-se que l'àrbitre no estava al cas d'aquesta regla perquè no existia com a tal. La partida Topalov - Kràmnik del mateix torneig va començar sense encaixada de mans, tot i que en aquest cas cap jugador va 'refusar' d'encaixar, ja que cap dels dos va oferir la mà. Les normes vigents de la FIDE indiquen que, "qualsevol jugador que no encaixi mans amb el rival (...) abans de començar la partida en un torneig de la FIDE o durant un matx de la FIDE (i no ho faci després d'haver-hi estat requerit per l'àrbitre) (...) perdrà immediatament la partida de què es tracti.
La raó que tenia en Txeparínov per refusar de donar la mà en Short era, d'acord amb el recurs que feren ell i el seu mànager Sílvio Danaílov, que "feia algun temps, en una de les seves entrevistes, en Short va insultar-lo greument, a ell i al seu equip". També van queixar-se que l'àrbitre no va donar en Txeparínov una altra oportunitat per encaixar mans, sinó que immeditament va donar la partida per perduda. Després de les seves protestes, el Comitè d'Apel·lació del torneig - format per Vladímir Kràmnik, Michał Krasenkow i Judit Polgár - va revocar la decisió de donar la partida per perduda. El Comitè va decidir també que en Txeparínov s'hauria de disculpar amb Short, i que la partida s'hauria de jugar l'endemà i començar amb una encaixada de mans. En Short guanyà.
L'incident de l'encaixada de mans va ser gravat en vídeo, i pujat pel lloc d'escacs Chessdom a YouTube, on fou vist 150,000 cops.